# Panilla
Panilla oder Cuarteron war ein spanisches Volumenmaß für Öl. Das Maß gehörte zu den kleineren in der Maßkette der Öl-Arroba. Eigentlich gehört das Maß zur Masseneinheit, denn es war ein Viertel des kastilischen Pfundes und wurde als Volumenmaß diesem gleichgesetzt. 
- 1 Panilla = 0,1256 Liter

Die Maßkette war 
- 1 Öl-Arroba/Arroba menor = 25 Libras = 100 Panillas/Cuarterones = 400 Onzas/Unzen = 12,564 Liter